# Anthene affinis
Anthene affinis är en fjärilsart som beskrevs av Waterhouse och Turner 1904. Anthene affinis ingår i släktet Anthene och familjen juvelvingar. Inga underarter finns listade i Catalogue of Life.